# Chamanto

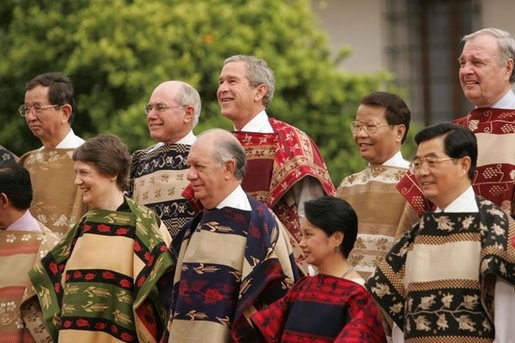
Líderes de la APEC vistiendo el tradicional chamanto en la reunión de líderes APEC Chile 2004, realizada en Santiago.

Un chamanto es un poncho o manta ornamental tradicional de la zona central de Chile, tejida con hilo de seda y lana a doble faz (una clara y otra oscura) que lleva en todo su contorno una huincha.
Se considera una prenda tradicional del huaso, personaje que simboliza la "chilenidad", y como tal se usa en rodeos, presentaciones folclóricas y otras ocasiones especiales. Demandan gran acuciosidad, debido a la finura del hilado de seda y lana, sumado a la complejidad de las ilustraciones que se dibujan en el cruce de los hilos.
Lo que diferencia a esta prenda del resto de las mantas es su reversibilidad, pues sus dos caras están terminadas. Tradicionalmente, el lado oscuro de esta prenda se usa de día; mientras que el claro, de noche. Entre las figuras que engalanan al chamanto están los copihues, espigas de cebada y trigo, zarzamoras, racimos de uva, fucsias, pensamientos y distintas aves que forman parte de la fauna nacional.
Los chamantos adquirieron notoriedad internacional cuando fueron usados por los 21 líderes de la APEC, entre ellos George W. Bush (Estados Unidos) y Vladímir Putin (Rusia), durante la foto oficial de su reunión realizada en Chile en 2004.

## Chamanteras
Las chamanteras son las personas dedicadas al tejido, en lana y seda, de los chamantos. Las chamanteras más reconocidas del país se encuentran en la comuna de Doñihue, en la Región de O'Higgins, localidad donde aún se mantiene viva esta tradición textil y familiar, la que ha pasado de generación en generación por largos años. Debido a la complejidad en la confección de esta prenda, las chamanteras demoran alrededor de tres o cuatro meses en tejer una de estas piezas, con un costo de aproximadamente un millón de pesos chilenos, unos 1930 dólares estadounidenses.
En 1987 una chamantera de Doñihue tejió una casulla con figuras propias del chamanto (racimos de uva, hojas de parra y espigas de trigo), para el papa Juan Pablo II, durante su única visita a Chile. Las chamanteras de Doñihue se hicieron acrededoras del Premio a lo Chileno en su versión 2007.